# Pobřeží Syrt
Pobřeží Syrt (francouzsky Le Rivage des Syrtes) je román francouzského spisovatele Juliena Gracqua. Poprvé vyšel v roce 1951 ve francouzštině. Jedná se o třetí román spisovatele. Za Pobřeží Syrt získal Gracq roku 1951 Goncourtovu cenu, kterou ale nepřijal. Gracq to odůvodnil jako protest vůči obchodnímu vykořisťování francouzských cen.
Děj románu je zasazen do fiktivního Středozemí na fiktivní pevnost v Orsenně, kde je pobřeží Syrt. Pobřeži Syrt označuje oblast, kde se setkává moře s pevninou. Moře odděluje od sebe dva státy, které jsou ve válečném konfliktu.

## Děj
Román se odehrává ve fikčním Středomoří, ve kterém je městský stát Orsenna již po mnoho let ve stagnující válečné pohotovosti se státem Farghestán, který je kdesi v nedohlednu na druhém břehu. Tyto dva státy mají mezi sebou nejisté příměří, které je založeno na dlouholetém období klidu. Oficiálně jsou však státy ve válce. Proto hrozí nebezpečí konfliktu, který může kdykoliv propuknout, kvůli sebemenší neopatrnosti.
Ústřední postavou románu je mladý šlechtic jménem Aldo, který touží po dobrodružství. Aldo je jako pozorovatel vyslán na pevnost v Syrtách, která se nachází ve Středomoří. Aldo začne být brzy znuděn poklidným a tichým prostředím, ve kterém se neděje nic vzrušujícího. V chodbách pevnosti najde místnost s mapami, které začne se zájmem zkoumat. Netrvá to dlouho a Aldo je posedlý protějším neviditelným břehem. Touží spatřit a poznat dosud nepoznané a neprozkoumané.
Aldo na svých vycházkách vídá z pevnosti na moři podivně se zjevující a rychle mizející lodě. To jej nutí přemýšlet o druhém břehu stále více. Pozvolna překračuje míru své troufalosti a s neutichající zvědavostí se vydává na průzkum. Nejprve ve člunu s dávnou láskou Vanessou, která až s podezřelým nadšením podporuje jeho zvědavost. Tehdy spatří poprvé sopku Tängri, čnící jako zub z moře. Jeho zvědavost není o nic menší a vydá se na plavbu lodí se svým kamarádem Fabriziem a posádkou, která lační po něčem novém, neobjeveném a možná i velmi nebezpečném stejně jako Aldo.
Výprava skončí tím, že po lodi vystřelí nepřátelský stát. Aldo se brzy s posádkou i s lodí vrátí v pořádku do přístavu. Brzy Aldo obdrží varování od druhé strany, že musí potvrdit, že jeho výprava nebyla provokací. Pokud by Aldova výprava nebyla objesněna, propukne válka. Nepokoj a obavy, které se v Orsenně stupňují, se stávají naplněnými. Dlouho očekávané napětí je nyní opravdovou hrozbou.

## Přijetí díla a interpretace
Po roce 1951 propadlo kouzlu Gracqových knih mnoho čtenářů. Na román upozornilo udělování ceny Goncourtů, kterou spisovatel odmítl. Uspěch románu také pramení z toho, že poskytuje čtenáři cosi hlubšího a tajemného, co vede do hlubin lidské psychiky. Julien Gracq se přes noc stal jedním z předních francouzských spisovatelů v poválečném období a získal rozšířenou čtenářskou obec. Román navazuje na předchozí tradici německého romantismu, dále francouzského symbolismu a surrealismu. Julien Gracq je proto také zařazován do druhé vlny surrealistů. Pro Gracqovy romány je charakteristická vypracovaná větná stavba, napínavá kompozice, symbolismus, mýty a pocit snovosti.
Prostředí působí dojmem starých Benátek. Téměř všechny postavy v románu mají jména italského původu. Orsenna může být Itálií a Farghestán Libyií. Autor může tak kriticky odkazovat na fašismus a hrůzy konfliktů.
André Breton označil Gracqovu prvotinu Na argolském zámku za první surrealistický román. Stejně tak i Pobřeží Syrt se vyznačuje snovými a surrealistickými prvky. Poukazuje na to stísněná pevnost obklopená močály, pískem a pocit přítomnosti nepřítele za mořem, který je v nedohledném státu Farghestán. Samotná voda, která je obklopuje, a neznámé, co se za vodou skrývá v nedohlednu je znakem hlubiny nevědomí a strachů, které můžou být probouzeny i ve čtenáři. V románu se neustále čeká, až se něco stane. Román končí, když se napětí, které celý román provází, vyhrotí a začne se dít to, co je čtenářem očekáváno. Zobrazuje zobrazuje situaci, v níž se nad vším vznáší úzkost a strach, který se stává nesnesitelným a dává vzniknout vyhrocené katastrofě.